# Washington, New Jersey
Washington är en kommun (borough) i Warren County i New Jersey. Vid 2020 års folkräkning hade Washington 7 299 invånare.